# Општина Аристотел
Општина Аристотел (грч. Δήμος Αριστοτέλη, Димос Аристотели) је општина у Грчкој. По подацима из 2011. године број становника у општини је био 16.964. Административни центар је град Јерисос. Општина је добила име по старогрчком филозофу и беседнику Аристотелу.

## Насељена места
Општина Аристотел је формирана 1. јануара 2011. године спајањем 3 некадашњих административних јединица: Леригово, Панагија и Стагира-Акантос.
- Општинска јединица Леригово: Леригово, Варвара, Каливија Варварас, Ново Село, Палеохори, Станос, Хриси Акти.
- Општинска јединица Панагија: Велика Панагија, Аса, Гомати, Девелики, Пиргадикија, Пиргос Хилијадус, Свети Јован Претеча.
- Општинска јединица Стагира-Акантос: Јерисос, Амулијани, Гаврадија, Извор, Крионери, Ксиропотамо, Кумица, Лимани, Лимани, Метох Свети Павле, Ниреас, Нова Рода, Олимпијада, Скала, Стагира, Стратони, Трипити, Урануполи, Хриси Акти.

## Становништво
| 2011.  | 2021.  |
| ------ | ------ |
| 18.294 | 16.964 |